# Узоран живот
„Узоран живот” (Življenje po vzorcu) је југословенски и словеначки филм из 1973. године који је режирао Јоже Бевц. 

## Улоге
| Глумац          | Улога |
| --------------- | ----- |
| Милена Зупанчић |       |